# HMAS Burdekin (K376)
Le HMAS Burdekin (K376) est une frégate de classe River ayant servi dans la Royal Australian Navy (RAN). Son nom est tiré de la rivière Burdekin (Queensland), et il s'agit d'une des douze frégates River construites pour la RAN durant la Seconde Guerre mondiale.

## Construction
La frégate Burdekin, construite par Walkers Limited, est lancée à Maryborough (Queensland, Australie) le 30 juin 1943 et commissionnée dans la RAN, le 27 juin 1944. Elle est baptisée par K. Collings, fille du sénateur Joseph Collings, ministre pour l'Intérieur et chef du gouvernement au Sénat.

## Histoire

### Seconde Guerre mondiale
Le Burdekin est stationné en Nouvelle-Guinée en octobre 1944. De novembre 1944 à mai 1945, il assure l'escorte des convois entre la Nouvelle-Guinée et les Philippines. En mai 1945, il participe au débarquement australien à Tarakan  et mène des opérations de surveillance dans les zones de Bornéo et de Célèbes.
Pour son service durant la guerre, la frégate reçoit les battle honours « Pacific 1944-45 » et « Bornero 1945 »,.

### Après-guerre
Après un passage à Sydney pour réparations, le Burdekin opère dans la région des Indes orientales néerlandaises à la suite de la capitulation japonaise d'août 1945. Le 8 septembre 1945, le major-général Milford de la 7e division australienne y reçoit la reddition du gouverneur militaire japonais de la région de Bornéo, le vice-amiral Michiaki Kamada. Le navire participe ensuite aux opérations d'occupation à Bornéo et Macassar.

## Désarmement et revente
La frégate Burdekin rejoint l'Australie en janvier 1946 avant d'être placée en réserve le 18 avril 1946.
Elle est désarmée le 9 novembre 1960 et revendue pour sa ferraille à la Tolo Mining and Smelting Company Limited de Hong Kong, le 21 septembre 1961 pour la somme de 53 000 livres sterling.